# Tony Trimmer
 Tony Trimmer  va ser un pilot de curses automobilístiques britànic que va arribar a disputar curses de Fórmula 1.
Va néixer el 24 de gener del 1943 a Maidenhead, Berkshire, Anglaterra.

## A la F1
Tony Trimmer va debutar a l'onzena cursa de la temporada 1975 (la 26a temporada de la història) del campionat del món de la Fórmula 1, disputant el 3 d'agost del 1975 el G.P. d'Alemanya al circuit de Nürburgring.
Va participar en un total de sis curses puntuables pel campionat de la F1, disputades en quatre temporades consecutives (1975 - 1978), no aconseguint classificar-se per disputar cap cursa i no assolí cap punt pel campionat del món de pilots.

## Resultats a la Fórmula 1
| Any  | Equip             | Xassís       | Motor    | 1   | 2   | 3     | 4     | 5   | 6   | 7   | 8   | 9   | 10      | 11      | 12      | 13      | 14  | 15  | 16      | 17  | Posició | Punts |
| ---- | ----------------- | ------------ | -------- | --- | --- | ----- | ----- | --- | --- | --- | --- | --- | ------- | ------- | ------- | ------- | --- | --- | ------- | --- | ------- | ----- |
| 1975 | Maki Engineering  | Maki         | Cosworth | ARG | BRA | SUD   | ESP   | BEL | MON | SUE | HOL | FRA | GBR     | ALE NVQ | AUT NVQ | ITA NVQ | USA |     |         |     | -       | 0     |
| 1976 | Maki Engineering  | Maki         | Cosworth | BRA | SUD | O.USA | ESP   | BEL | MON | SUE | FRA | GBR | ALE     | AUT     | HOL     | ITA     | CAN | USA | JAP NVQ |     | -       | 0     |
| 1977 | Melchester Racing | Surtees      | Cosworth | ARG | BRA | SUD   | O.USA | ESP | MON | BEL | SUE | FRA | GBR NVQ | ALE     | AUT     | HOL     | ITA | USA | CAN     | JAP | -       | 0     |
| 1978 | Melchester Racing | Team McLaren | Cosworth | ARG | BRA | SUD   | O.USA | MON | BEL | ESP | SUE | FRA | GBR NVQ | ALE     | AUT     | HOL     | ITA | USA | CAN     |     | -       | 0     |

### Resum
| Curses: | Victòries: | Pòdiums: | Poles: | Voltes ràpides: | Punts: |
| ------- | ---------- | -------- | ------ | --------------- | ------ |
| 6       | 0          | 0        | 0      | 0               | 0      |